# Ministerio de Asuntos Religiosos y Dotaciones (Argelia)
El Ministerio de Asuntos Religiosos y Dotaciones (MARW) de Argelia (en árabe: وزارة الشؤون الدينية والأوقاف) es el Departamento de la Administración General del Estado encargado de la religión. Su actual titular es Youcef Belmehdi.

## Misiones
El MARW supervisa la gestión de las mezquitas en Argelia para permitir que los musulmanes recen allí, reciten el Corán y aprendan todo lo que sea beneficioso para ellos en términos de su religión y su vida actual.
Trabaja para hacer de la mezquita una institución religiosa y social que garantice una misión de servicio público y que tenga como objetivo promover los valores de la religión musulmana.
Dado que la mezquita es una propiedad pública de wakf que está bajo la responsabilidad exclusiva del Estado, el MARW es responsable de su integridad, su gestión, su independencia en el cumplimiento de su misión y el cumplimiento de sus funciones.

## Ministros
| N.º | Ministro                    | Desde                    | hasta                   | Imagen |
| --- | --------------------------- | ------------------------ | ----------------------- | ------ |
| 01  | Ahmed Taoufik El Madani     | 27 de septiembre de 1962 | 2 de diciembre de 1964  |        |
| 02  | Tedjini Haddam              | 2 de diciembre de 1964   | 10 de julio de 1965     |        |
| 03  | Larbi Saadouni              | 10 de julio de 1965      | 1 de junio de 1970      |        |
| 04  | Mouloud Kacem Naît Belkacem | 1 de junio de 1970       | 8 de marzo de 1979      |        |
| 05  | Boualem Baki                | 8 de marzo de 1979       | 15 de julio de 1980     |        |
| 06  | Abderrahmane Chibane        | 15 de julio de 1980      | 18 de febrero de 1986   |        |
| 07  | Boualem Baki                | 18 de febrero de 1986    | 9 de septiembre de 1989 |        |
| 08  | Saïd Chibane                | 9 de septiembre de 1989  | 4 de junio de 1991      |        |
| 09  | M'hamed Benredouane         | 18 de junio de 1991      | 22 de febrero de 1992   |        |
| 10  | Sassi Lamouri               | 22 de febrero de 1992    | 21 de agosto de 1993    |        |
| 11  | Abdelhafid Amokrane         | 21 de agosto de 1993     | 11 de abril de 1994     |        |
| 12  | Sassi Lamouri               | 15 de abril de 1994      | 31 de diciembre de 1995 |        |
| 13  | Ahmed Merani                | 31 de diciembre de 1995  | 10 de junio de 1997     |        |
| 14  | Bouabdellah Ghlamallah      | 24 de junio de 1997      | 29 de abril de 2014     |        |
| 15  | Mohamed Aïssa               | 29 de abril de 2014      | 1 de abril de 2019      |        |
| 16  | Youcef Belmehdi             | 1 de abril de 2019       | Actualmente             |        |